# 黑尔特斯贝格
黑尔特斯贝格是德国莱茵兰-普法尔茨州的一个市镇。总面积28.15平方公里，总人口2101人，其中男性1046人，女性1055人（2011年12月31日），人口密度75人/平方公里。